# Robert Alexander Little

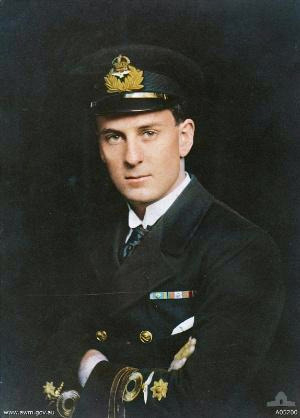
Robert A. Little

Robert Alexander Little (* 19. Juli 1895 in Hawthorn, Provinz Victoria, Australien; † 27. Mai 1918 bei Nœux-les-Mines, Frankreich) war der erfolgreichste australische Jagdflieger. Er kämpfte im Ersten Weltkrieg. Ihm werden 47 siegreiche Luftkämpfe angerechnet.

## Leben
Robert Little wurde in einem Vorort von Melbourne als Sohn eines Handelsvertreters für Medizinprodukte geboren. Seine Familie was schottische Abstammung. Nach erfolgreichem Schulabschluss ergriff Robert Little den Beruf seines Vaters.
Bei Ausbruch des Ersten Weltkrieges meldete sich Robert Little freiwillig bei der australischen Luftwaffe zur Ausbildung als Pilot, wurde aber nicht angenommen. 
Im Juli 1915 reiste er nach England und ließ sich auf eigene Kosten beim Royal Aero Club zum Piloten ausbilden. Nach erfolgreichem Abschluss dieser Ausbildung meldete er sich freiwillig zum Royal Naval Air Service, dem er im Januar 1916 im Range eines Unterleutnants beitreten durfte.

## Kriegseinsatz in Frankreich
Im Juni 1916 traf Robert Little in Dünkirchen ein, wo er zunächst als Bomberpilot auf einer Sopwith 1½ Strutter zum Einsatz kam.
Im Juli 1916 wurde er bereits als Jagdflieger in unmittelbare Nähe der Westfront in Frankreich verlegt. Er flog nun eine Sopwith Pup. Am 23. November 1916 verzeichnete er seinen ersten erfolgreichen Luftkampf und im Februar 1917 wurde ihm aus Anlass seines 4. Luftsieges das britische Distinguished Service Cross verliehen.
Als Robert Little eine Sopwith Triplane fliegen konnte, vervielfachten sich seine Erfolge. Am 10. Juli 1917 verzeichnete er seinen 28. Luftsieg. Als ihm dann eine Sopwith Camel zur Verfügung gestellt wurde, verzeichnete er in den restlichen 21 Tagen des Juli 1917 10 weitere Abschüsse feindlicher Fluggeräte. 
Am 29. Juni 1917 erhielt Robert Little bereits sein zweites Distinguished Service Cross, am 11. Juli 1917 wurde ihm die höchste französische militärische Auszeichnung, das Croix de guerre verliehen und im August 1917 der britische Distinguished Service Order.
Nach einem längeren Fronturlaub, den Robert Little in England verbrachte, kehrte er im März 1918 zu weiteren erfolgreichen Einsätzen an die Westfront zurück: Bis Mai 1918 hatte er bereits 9 weitere Luftsiege erzielt.
Am 21. April 1918 wurde Little von dem deutschen Jagdfliegerass Vizefeldwebel Friedrich Ehmann abgeschossen, der bereits am 17. März 1918 das australische Jagdfliegerass Richard Minifie abschoss. Little überstand den Abschuss unverletzt.
Am Abend des 27. Mai 1918 wurden anfliegende feindliche Bomber gemeldet und Robert Little startete mit seiner Jagdmaschine bei Dunkelheit, um die erwarteten Maschinen abzufangen. Im folgenden Luftkampf wurde er schwer an beiden Beinen verletzt. Es gelang ihm dennoch eine Bruchlandung hinter den eigenen Linien, bei der er sich weitere schwere Verletzungen zuzog. Robert Little verblutete während der Nacht in seiner Maschine, bevor er am nächsten Morgen gefunden wurde.

## Würdigung
Robert Little galt keineswegs als guter Pilot. Er war eher bekannt für eine ungewöhnliche Zahl von Bruchlandungen, die ihm unterliefen. Seine Erfolge im Luftkampf verdankte er allein seiner Kühnheit und seinem Siegeswillen.

## Privates
Robert Little hatte am 16. September 1916 in Dover geheiratet und hinterließ seine Frau und einen kleinen Sohn.